# Mimobolbus endroedyyoungai
Mimobolbus endroedyyoungai är en skalbaggsart som beskrevs av Rudolph Petrovitz 1973. Mimobolbus endroedyyoungai ingår i släktet Mimobolbus och familjen Bolboceratidae. Inga underarter finns listade i Catalogue of Life.